# Drosera cistiflora
Drosera cistiflora es una especie de planta carnívora del género Drosera. Es originaria de Sudáfrica.

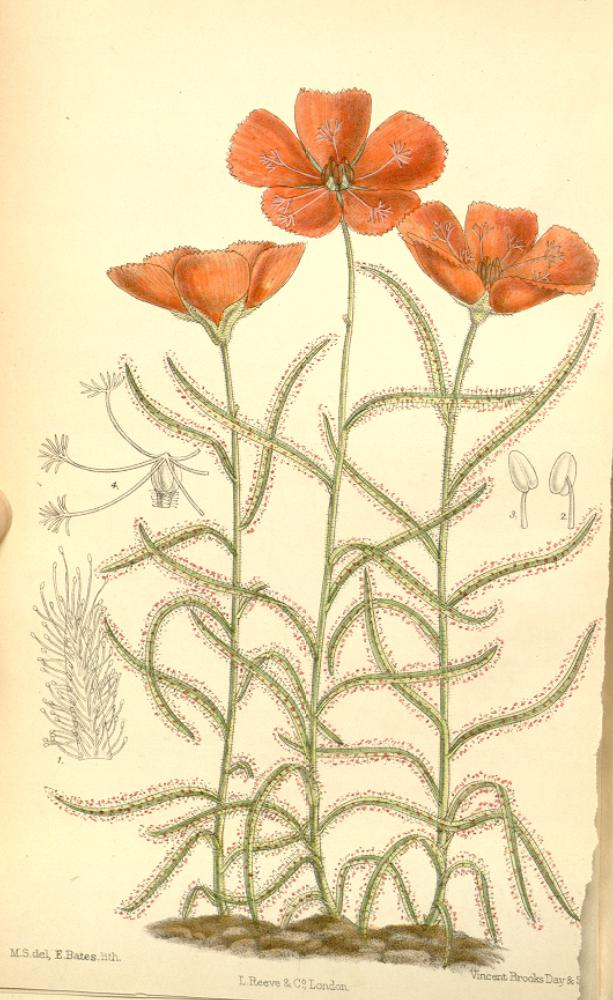
Ilustración

## Descripción
Es una planta carnívora perennifolia y herbácea que alcanza un tamaño de  0,01-0,04 m de altura que se encuentra a una altitud de 1250 metros en Sudáfrica.
Son plantas herbáceas con  largas raíces hinchadas, densamente cubiertas de pelos radiculares. La roseta basal  no está ramificada y los tallos con pelos glandulares. Las hojas son en su mayoría sésiles y dimórficas. Las hojas de la roseta cerca del suelo son estrechas-ovadas. Las hojas del tallo son alternas, lineales a lineal-lanceoladas, de 2-4 cm de largo. La inflorescencia es terminal,  de hasta 3 cm de largo. Los sépalos se fusionan, los lóbulos individuales miden hasta 9 mm de largo. Los pétalos se amplían en forma de huevo, de color blanco, rosa, amarillo, rojo oscuro o púrpura, de color verde oscuro en la base, con muescas en la punta y con una longitud de hasta 2 centímetros.  La fruta es una cápsula con las semillas-ovadas elípticas, de color marrón y pequeñas, con una superficie de nido de abeja.

## Taxonomía
Drosera cistiflora fue descrita por Carlos Linneo y publicado en Plantae Rariores Africanae 9. 1760.
Etimología
Drosera: tanto su nombre científico –derivado del griego δρόσος (drosos): "rocío, gotas de rocío"– como el nombre vulgar –rocío del sol, que deriva del latín ros solis: "rocío del sol"– hacen referencia a las brillantes gotas de mucílago que aparecen en el extremo de cada hoja, y que recuerdan al rocío de la mañana.
cistiflora: epíteto
Sinonimia
- Drosera cistiflora var. alba Sond.
- Drosera cistiflora var. exilis Diels
- Drosera cistiflora var. minutiflora Eckl. & Zeyh.
- Drosera cistiflora var. multiflora Eckl. & Zeyh.
- Drosera cistiflora var. violacea (Willd.) Sond.
- Drosera helianthemum Planch.
- Drosera pauciflora var. minor Sond.
- Drosera speciosa C.Presl
- Drosera violacea Willd.
- Drosera zeyheri T.M.Salter
- Drosera zeyheri Salter[3][4]